# Biserica Basilescu
Biserica Basilescu a fost ctitorită de Nicolae S. Basilescu și de prima sa soție, Ecaterina Pascal. Biserica era situată pe moșia Măicănești-Grefoaicele. A fost proiectată de arhitectul George Mandrea și construită de E. Kaparovski, fiind terminată în 1808. Biserica a fost pictată de pictorul danez Age Exner.
Biserica a fost concepută astfel încât să permită și înmormântări. Până în 1922 construcția a fost utilizată doar ca mausoleu. În 1922 a fost sființită și, de atunci, este folosită, întâi ca paraclis al familiei, apoi, din 1947, ca biserică parohială.
Biserica a fost avariată de Cutremurul din 1940, iar turla principală era aproape să se prăbușească. De asemenea, deși nu a fost direct atinsă, biserica a fost afectată și de bombardarea cartierului Bucureștii Noi de către aviația americană. În 1945 au fost executate ample lucrări de restaurare. Pictura a fost refăcut de pictorul Vasile Blendea, iar gemaurile au fost înlocuite cu vitralii executate de artistul Traian Pârvu.
În subsolul bisericii sunt înmormântați următorii membri ai familiei Basilescu: Ecaterina Basilescu, Lydia Basilescu, Nicolae Basilescu și Margareta Vlădoianu.